# 徐常在
徐常在（17世纪？—1702年12月2日），徐佳氏（徐氏），內務府上三旗包衣旗人出身。徐達華塞之養子牧長徐金鼎之養女，清朝康熙帝之常在。

## 生平
目前並不清楚徐氏透過內務府選秀入宮之後，是否充任過官女子，以及是在何時被康熙帝收為後宮主位。至遲在康熙三十六年（1697年），徐氏已被封為徐常在，當時康熙帝位下有六位常在。同年三月初七日，康熙帝命敬事房總管顧問行將御筆信交給延禧宮妃，表示隨扈出征的徐常在和兩位答應的襯衣、夾襖等衣物不夠用，令其為她們酌量製作衣物。
康熙四十一年十月十四日（1702年12月2日），徐常在薨逝。康熙四十二年正月初七日，總管內務府大臣馬斯喀、吉祥門總管太監梁九功、四執事首領太監王義成，將牧長徐金鼎之事奏上時，康熙帝稱徐金鼎不是徐達華塞所生之子，已故的格格也不是徐金鼎所生之子，又問及「其家現有從大內交出之物，均系何人持送至其家」，命人用夾棍訊問徐金鼎、用拶子訊問徐金鼎之妻，並指出如果他們將格格的使喚女子指認出來，就交由翟林當場訊問她，寫成文本，與徐金鼎夫婦對口供。康熙帝指責徐金鼎愚昧惡劣，甚是不堪，著將其家抄沒，連手指頭那麼小的東西都不要剩下，讓其夫婦隻身出來，又指出若將此抄來之物置於公中，全無賞人之處，著皆用於格格吊祭、道場等事項。有學者認為徐常在應該是無辜的，因為抄沒的家產都用於對徐常在的祭祀。
康熙四十四年（1705年）二月初七日，舉行奉移祭，按例由內務府並禮部派出大臣一員協理，同年二月初九日，僖嬪、馬貴人和四位格格奉安景陵妃園寢，未知「四位格格」是否包括徐常在。康熙五十五年，康熙帝用朱筆在景陵妃園寢圖上徐常在南側之處勾圈，確定為新貴人的奉安處，可見當時已確定徐常在的奉安處。雍正三年三月十一日未時，徐常在與尹常在、祿常在、石常在、壽常在、色常在一同入圈。
北京故宮博物院藏有《景陵妃園寢地盤畫樣》，圖中徐常在寶頂所在之處被標註為「徐貴人」，未知是否為筆誤。